# Orectochilus conspicuus
Orectochilus conspicuus là một loài bọ cánh cứng trong họ van Gyrinidae. Loài này được Régimbart miêu tả khoa học năm 1882.